# Lola Rose
Lola Rose är en barnbok skriven av den engelska författaren Jacqueline Wilson.

## Sammanfattad handling
Boken handlar om en tonåring i England, Jayni, och hennes familj. Jayni är en osäker tjej med ett invecklat liv. Hennes pappa Jay är alkoholist och blir lätt våldsam. Han misshandlar Jaynis mamma och de har det tufft hemma. En dag vinner hennes mamma Nikki på lotto och Jayni och mamman bestämmer sig för inte berätta någonting för Jay. Ändå berättar mamman om pengarna för Jay. De går ut för att fira på restaurang och båda föräldrarna dricker mycket och blir fulla. När de kommer hem börjar de bråka och när Jayni försöker få dem att sluta slår Jay henne och lämnar huset. Nikki bestämmer sig för att det är dags att fly, vilket hon gör tillsammans med Jayni och Jaynis lillebror Kenny.
För en del av pengarna som Nikki vunnit tar de tåget till London, där de gömmer sig. Jayni byter namn till Lola Rose, och bestämmer sig för att förändra sin personlighet och bli självsäker, självbehärskad och osårbar. Nikki skämmer bort barnen med presenter och kläder och de köper en lägenhet. Nikki träffar en kille, Jake, som flyttar in hos dem. Han upptäcker att Nikki har en knöl i bröstet, det visar sig vara cancer som har växt i ett par månader. Nikki åker genast in på sjukhus. Jake flyttar ut eftersom Nikki har slut på pengar och Jayni lämnas ensam med att ta hand om Kenny. När hon inte längre har pengar eller någonting över huvud taget att äta ringer hon Barbara, Nikkis syster.
Barbara kommer och har med sig mat och försörjer barnen under en längre tid. Hon skjutsar till skolan och ordnar så att de kan besöka sin mamma på sjukhuset. Nikki är inte glad över att se Barbara igen, men trots allt tacksam. Nikki opereras men får en infektion och hennes cancer blir värre. Hon flyttar hem men gör misstaget att ringa Jay, i hopp om att han ska tycka synd om henne och sluta misshandla henne. Han hälsar på och försöker slå henne, men Barbara hinner hindra honom och hotar med döden om han någonsin rör dem igen. Han lämnar huset och boken slutar med att Barbara erbjuder familjen att flytta in hemma hos sig.